# Homochira
Homochira is een geslacht van vlinders van de familie spinneruilen (Erebidae), uit de onderfamilie Lymantriinae.

## Soorten
- H. crenulata Bethune-Baker, 1911
- H. gephyra Hering, 1926
- H. mintha Fawcett, 1917
- H. poecilosticta Collenette, 1938
- H. rendalli (Distant, 1897)
- H. ruandana Hering, 1926